# گریدر

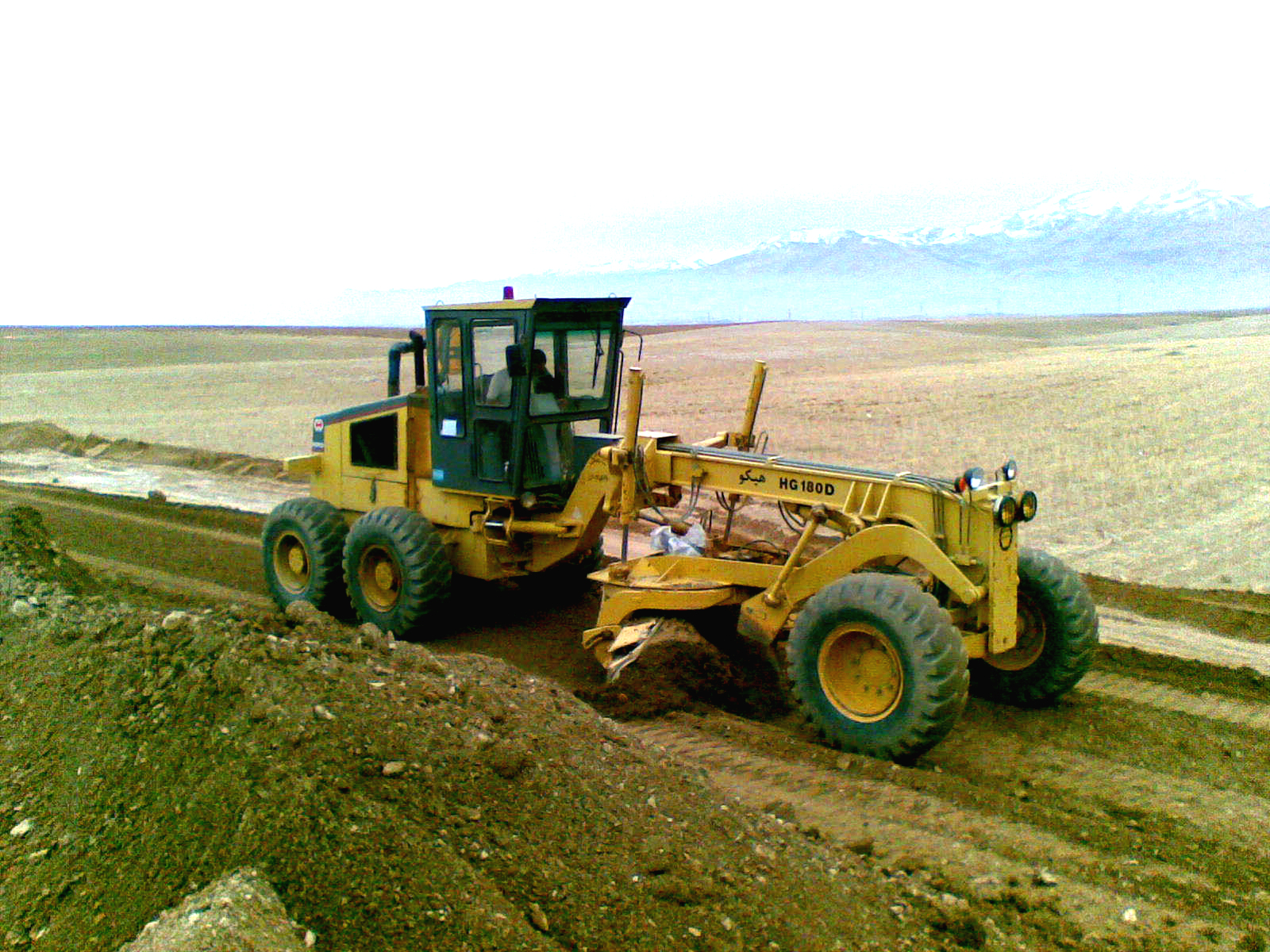
گریدر هپکو مدل HG180D

گِریدِر یا شیب‌ساز، که به‌طور معمول به ماشین تسطیح جاده گفته می‌شود، از ماشین‌آلات سنگین مهندسی می‌باشد که دارای یک تیغهٔ بزرگ برای تسطیح سطوح می‌باشد. بیشتر مدل‌ها دارای ۳ اکسل با یک موتور و کابین تعبیه‌شده در بالای اکسل عقب در انتهای ماشین می‌باشند.
مهمترین وسیله برای عملیات تنظیم شیب، تسطیح خاکریزها، خاکبرداری‌ها و رساندن سطح خاک به سطح مورد نظر (خط پروژه) توسط گریدر انجام می‌پذیرد.

## عملیات مختلف
1. پخش کردن مواد خاکی
2. پخش مصالح در شانه سازی‌های راه
3. شیب‌بندی‌های دقیق
4. کندن جوی
5. بریدن و تراشیدن ترانشه‌ها

- عملیات با گریدر

الف) پخش کردن مواد خاکی
از مهم‌ترین عملیات گریدر پخش کردن مواد ومصالح خاکی درسطح زمین است البته مقدار مواد جابجا شده به ظرفیت گریدر بستگی دارد. ظرفیت گریدر تابع عواملی مانند قدرت موتورکشش ماشین، اندازه وارتفاع تیغه می‌باشد. مقدار موادی که گریدر می‌تواند جابجا کند بسیار کمتر از بولدوزر است بنابراین بهتر است موادی که باید توسط گریدر جابجا وتوزیع شود قبلاً توسط ماشین آلاتی مانند بولدوزر بر روی زمین پخش شده باشد تاارتفاع توده خاکی خیلی زیاد نباشد
ب) حمل مواد به کنارجاده: باتغییر زاویه تیغه گریدرقادرخواهد بودکه موادخاکی را به کنارمسیرحرکت هدایت کند دراین حالت موادخاکی درانتهای عقب گریدر انباشته شده و یک توده خاکی طولی درامتداد مسیرحرکت گریدر قرارگیرد زیرا درغیراینصورت قدرت کشش ماشین کم می‌شود وزاویه حمله به تیغه گریدر نیزتغییر می‌کند. ج) شیب بندهای دقیق: برای شیب بندهای دقیق باید تیغه را با زاویه کوچکی نسبت به امتداد قائم ثابت کرد و ارتفاع تیغه ازسطح زمین باید طوری باشد که برآمدگی کوچک را بریده وگودالها را پرنماید بدین منظورهمواره باید مقدار موادخاکی درجلوی تیغه گریدرموجود باشد. د) کندن جوی: گریدر رامی‌توان برای کندن جویهای ۷شکل وذوزنقه‌ای شکل به کاربرد ماکزیمم عمق جوی حدود ۳ فوت (یک متر) وعرض آن حدود۴فوت است برای جوی‌های با ابعاد بزرگتر بهتر است از خندق‌کن و بیل مکانیکی وسایل حفاری استفاده کرد.
ه) بریدن وتراشیدن ترانشه‌ها: با تغییر زاویه گریدر وعمودکردن یا شیب زیاد لبه تیغه نسبت به سطح افق می‌توان با حرکت در جهت طول ترانشه لبه‌های آن را تراشید. البته دو مسئله را باید در نظر گرفت اول اینکه نوع مصالح ترانشه‌ها سنگی وصخره‌ای نباشد چون به لبه تیغه آسیب رسانده ویا عمل تراشیدن را غیرممکن می‌سازد مسئله دوم تراشیدن قسمت‌های پایین ترانشه ومرتب کردن آن‌ها است تا در هنگام تراشیدن قسمت‌های بالای ترانشه مانع حرکت گریدر نشوند.